# CRM onboarding
Le CRM onboarding (customer relationship management onboarding) est une technique marketing qui permet de relier l'identité d'un client à ses activités numériques.
Techniquement le onboarding repose sur la comparaison (qui se dit match en anglais) à des bases d’individus identifiés par un cookie ou un identifiant mobile.
En 2018, on estime que déjà 30 à 50 % des internautes peuvent être identifiés (au sens d'un match). Il s'agit du taux de match.

## Utilité
L'onboarding sert à personnaliser l’expérience client.
Chez Carrefour, 10% des clients vont sur le web, et 10% de ces internautes s'identifient d'eux-mêmes, ce pourquoi l'onboarding est nécessaire.

## Technique

Exemple d'une réponse HTTP de google.com, qui met en place un cookie avec des attributs.

Il existe deux technique d'onboarding : l'approche déterministe et l'approche probabiliste.
L'approche probabiliste utilise des données anonymes issues de la navigation web de la personne. Elle se base notamment sur le fuseau horaire, le système d’exploitation, le navigateur web, la langue d’utilisation. Ces données servent à construire une empreinte numérique spécifique à chaque personne.
L'approche déterministe utilise le croisement d'informations personnelles concernant une personne identifiée avec certitude, avec les informations fournies au moment d'une connexion à un espace personnel, de l'ouverture d’un lien web présent dans un courrier électronique, ou bien par l'utilisation d’une carte de fidélité.
D'autres techniques peuvent être utilisées comme l'utilisation de pixel de tracking dans un courrier électronique, la collecte de points de contact dans un formulaire, ou la session de navigation d’un internaute.

## Vie privée
Par rapport à la thématique de la vie privée, différentes techniques sont utilisées :
- le consentement de la personne est demandé. Ce consentement peut se traduire par la dépose la dépose de cookies ou autre enregistrement d'identifiant digital.
- un système d'optout peut exister[3].

## Identification multi-plateforme
L'onboarding permet de mettre en correspondance des données personnelles anonymisées telles que le nom, le prénom, l'adresse postale, le numéro de téléphone ou l'adresse de courrier électronique avec tous les identifiants numériques provenant de l'utilisation d'appareils électroniques : ordinateur, téléphone mobile ou tablette.